# Volk in nood, eendracht groot
Volk in nood, eendracht groot is een monument ter herinnering aan de burgerslachtoffers van de Tweede Wereldoorlog in de stad Sneek.

## Monument
Het oorlogsmonument toont twee mensen met een boek boven hun hoofd, welke de eendracht van de Sneker bevolking tijdens het bezet verbeeld. Het beeld is gemaakt van zandsteen en is van de hand van Nico Onkenhout. De onthulling van het beeld vond plaats in 1956 op de huidige locatie aan de Oppenhuizerweg in de wijk Sperkhem.
Op het monument staat de tekst:
VOLK IN NOOD

EENDRACHT GROOT